# Росен, Рогер
Рогер Росен (швед. Roger Rosén; род. 18 апреля 1974) — шведский хоккеист, нападающий.

## Биография
Большую часть карьеры провёл в шведских клубах «Арбога» (1990/91 — 1991/92, 2005/06 — 2006/07), «Мура» (1992/93 — 1994/95), «Вестерос» (1995/96 — 1999/2000), АИК (2002/03 — 2003/04), «Лександ» (2004/05 — 2004/05), «Херадсбюгден» (2005/06).
В сезоне 2000/01 выступал в чемпионате Дании за «Фредериксхавн Уайт Хокс», в следующем сезоне — в российской Суперлиге за петербургский СКА.
Играл за молодёжную и вторую сборные Швеции.
Брат Юхан (род. 1967), сын Исак (род. 2003) и племянник Элиас (род. 1999) также хоккеисты.